# Anton Maria Salviati
Anton Maria Salviati (Roma, 21 de janeiro de 1537 - Roma, 16 de abril de 1602) foi um cardeal do século XVII

## Biografia
Nasceu em Roma em 21 de janeiro de 1537. De família nobre de origem toscana, aparentada com os Médici. Filho de Lorenzo Salviati, falecido quando Antonmaria tinha dois anos, e de Costanza Conti. Lorenzo era filho de Jacopo Salviati e Lucrezia de' Medici, irmã do Papa Leão X; Costanza Conti, era filha única de Giovambattista Conti e Ginevra della Mirandola, irmã do famoso humanista Giovanni Pico della Mirandola. O primeiro dos irmãos, Iacopo, nasceu em Ferrara em 1525 e morreu prematuramente. Restava sua irmã Ginevra, nascida em Roma em 1531, que se casou com o líder Astorre Baglioni de Perugia; e seu irmão Gian Battista, também nascido em Roma em 1535, que se casou com Porzia Massimo, filha de Luca Massimo e Virginia Colonna. Sobrinho-neto do Papa Leão X. Sobrinho dos Cardeais Giovanni Salviati (1517) e Bernardo Salviati, OS Io.Hier. (1561), seu predecessor na sé de São Pápulo. Parente do cardeal Lodovico Pico della Mirandola (1712). Outros cardeais da família foram Alamanno Salviati (1730); e Gregorio Salviati (1777). Seu primeiro nome também está listado como Antonio Maria.
Ele tinha eccellente dotrina. Recebeu sólida formação humanística. Em 1552, Gian Battista e Antonmaria - com dezessete e quinze anos respectivamente - viviam no Palazzo Della Rovere, residência do cardeal, onde provavelmente foram iniciados nas letras gregas e latinas por literatos .a serviço do tio. Segundo o inventário da sua biblioteca, Antonmaria cultivou ao longo da vida o amor pelas letras, tornando-se particularmente apaixonado pela história, como se pode constatar por diversas vezes, a partir de 1572, na sua correspondência diplomática. É mais do que provável que já em 1558 - aos 21 anos - ele tenha passado uma primeira estada em Pádua para estudar direito. Ele voltou para lá de 1563 a 1565 na companhia de um certo doutor Mazzinghi, a quem seu tio, o cardeal Bernardo, havia designado para ele como tutor. Nesse ínterim, seu tio, tão persuadido quanto seu irmão Giovanni antes dele, de que este sobrinho deveria se tornar o terceiro cardeal Salviati, começou a preparar-lhe o caminho que o levaria ao Sagrado Colégio dos Cardeais..
Em janeiro de 1555, recebeu a tonsura para obter as duas abadias - S. Dionísio em Milão e S. Giovanni delli Capucci em Alessandria - que seu tio, o cardeal Bernardo, pretendia lhe dar. Cavaleiro de S. Pietro..
Recebeu as quatro ordens menores em 4 de janeiro de 1558 de Borso Merli, bispo de Bobbio. recebeu o subdiaconato e o diaconato em 9 de outubro de 1561, de Giovanni Giacomo Barba, bispo de Terni..
Foi ordenado, 9 de outubro de 1561, capela-mor da sacristia apostólica, por Giovanni Giacomo Barba, bispo de Terni..
Eleito bispo de São Pápulo, França, feudo dos Salviati desde 1538, cedido a ele por seu tio Cardeal Bernardo, em 8 de agosto de 1561. Consagrado, 12 de outubro de 1561, na capela-mor da sacristia apostólica, Roma, por Giovanni Giacomo Barba, bispo de Terni, coadjuvado por Giulio Galletti, ex-bispo de Alessano, e Giacomo Lomellino del Canto, bispo de Guardialfiera. Participou do Concílio de Trento, 1561-1562. Renunciou ao governo da diocese de São Pápulo em 1564. Clérigo da Câmara Apostólica, 4 de maio de 1570; mais tarde, seu reitor. Internúncio perante o rei Carlos IX da França para os assuntos da liga contra os turcos, fevereiro-dezembro de 1571. Núncio na França, de 11 de junho de 1572 a 8 de março de 1578. Governador de Civitavecchia, 22 de janeiro de 1583..
Criado cardeal diácono no consistório de 12 de dezembro de 1583; recebeu o gorro vermelho e diaconia de S. Maria em Aquiro, em 9 de janeiro de 1584. Participou do conclave de 1585, que elegeu o Papa Sisto V. Legado em Bolonha, de 13 de maio de 1585 até julho de 1586. Nomeado legado na Romagna, provisoriamente, para substituir o cardeal Giulio Canani, que teve de ser dispensado por problemas de saúde em 28 de julho de 1586. Optou pela ordem dos cardeais presbíteros e pelo título de S. Maria della Pace, em 20 de abril de 1587. Participou da Conclave de setembro de 1590, que elegeu o Papa Urbano VII. Participou do Conclave do outono de 1590, que elegeu o papa Gregório XIV. Participou do conclave de 1591, que elegeu o Papa Inocêncio IX. O novo papa o nomeou, juntamente com o cardeal Mariano Pierbenedetti, para presidir todos os tribunais da Cúria Romana com amplas faculdades para julgar e definir todas as causas. Nomeado presidente do Tribunal da Sagrada Rota Romana pelo Papa Inocêncio IX. Participou do conclave de 1592, que elegeu o Papa Clemente VIII. Nomeado, juntamente com os cardeais Alessandro Damasceni Peretti e Mariano Pierbenedetti, à prefeitura de Roma, da Sagrada Consulta, e das cidades de todo o estado pontifício, 1592. Optou pelo título de S. Lorenzo in Lucina, abril 24 de 1600. Cardeal protoprete. Optou pelo título de S. Maria em Trastevere, em 30 de agosto de 1600. Tornou-se muito famoso por sua generosidade, e exibiu uma munificência verdadeiramente principesca em favor de igrejas, hospitais e obras de caridade. Contribuiu com os seus bens para a ampliação e reconstrução do Hospital de S. Giacomo, do qual tinha sido prelado guardião, e da sua igreja anexa; também ajudou no financiamento para a purificação da água del legno . Ele era o protetor do hospital de S. Rocco, e destinou o produto de sua propriedade de Acquasona para a construção de uma unidade naquele hospital, destinada a receber doentes pobres, nobres na pobreza, mulheres grávidas carentes, especialmente casadoiras. Ele também protegeu o instituto para órfãos de S. Maria em Aquiro e em 1591, com um spolia de 10.000 escudos, construiu um novo braço naquela casa, destinando-o a uma escola que mais tarde se chamou "Salviati"; e também mandou reconstruir a igreja, sua antiga diaconia. Era amigo íntimo de Camilo de Lellis, futuro santo..
Morreu em Roma em  16 de abril de 1602, hora fere prima noctis (quase na primeira hora da noite), Roma. Segundo a sua última vontade, o funeral realizou-se na igreja de S. Maria sopra Minerva, onde se situava a capela da família. Sepultado junto ao altar-mor da igreja paroquial de S. Giacomo in Augusta (ou degli Incurabili), Roma. O funeral solene ocorreu em 22 de janeiro de 1603 naquela igreja e o elogio fúnebre foi feito por Pompeo Ugoni..